# قواعد عشوائية
القواعد العشوائية، ( القواعد الإحصائية ) عبارة عن إطار عملي نحوي مع فكرة احتمالية للقواعد النحوية:
- قواعد عشوائية خالية من السياق
- الإعراب الإحصائي
- الإعراب البياني الموجه
- نموذج ماركوف الخفي
- النظرية التقديرية

تستخدم الاحتمالات العشوائية والأساليب الإحصائية لإعداد معالجة اللغة الطبيعية الإحصائية وخاصةً لحل الصعوبات التي تظهر بسبب الغموض الواضح في الجملة الطويلة عندما يتم إعدادها بقواعد واقعيه، كنتيجة لاستخدام الآلاف أو الملايين من التحليلات المحتملة. وقد تنطوي أساليب إزالة الغموض غالبًا على استخدام مجاميع ونماذج ماركوف. «يتكون النموذج الاحتمالي من نموذج خالي من الاحتمالية بالإضافة إلى بعض الكميات العددية؛ ليس صحيحًا أن النماذج الاحتمالية قد تكون بسيطة الاصل أو أقل هيكلية من النماذج غير الاحتمالية». 

## أمثلة
تم تنفيذ النموذج الاحتمالي لكشف القافية بواسطة هيرجي وبراون  في دراستهم التي أجريت في عام 2013 لاكتشاف القوافي الثنائية الناقصة والداخلية في القصائد الغنائية للراب. و تم استخدام المفهوم المتأقلم من تقنية التسلسل الترتيبي BLOSUM (جدول مقسم إلى خانات بديلة الكتل ). و قد كانوا قادرين على كشف القوافي التي لا يمكن اكتشافها بواسطة النماذج غير الاحتمالية.